# Långbrottsjöarna
Långbrottsjöarna är en sjö i Härjedalens kommun i Härjedalen och ingår i Ljusnans huvudavrinningsområde. Sjön har en area på 0,254 kvadratkilometer och ligger 916,1 meter över havet. Sjön avvattnas av vattendraget Tännån.

## Delavrinningsområde
Långbrottsjöarna ingår i det delavrinningsområde (695575-131544) som SMHI kallar för Utloppet av Långbrottsjöarna. Medelhöjden är 949 meter över havet och ytan är 5,05 kvadratkilometer. Räknas de 4 avrinningsområdena uppströms in blir den ackumulerade arean 26,9 kvadratkilometer. Tännån som avvattnar avrinningsområdet har biflödesordning 2, vilket innebär att vattnet flödar genom totalt 2 vattendrag innan det når havet efter 429 kilometer. Avrinningsområdet består mestadels av kalfjäll (95 procent). Avrinningsområdet har 0,24 kvadratkilometer vattenytor vilket ger det en sjöprocent på 4,8 procent.